# José María España
José María España Rodríguez del Villar y Sáenz (La Guaira, 28 de febrero de 1761-Santiago de León de Caracas, 8 de mayo de 1799) fue un militar y político venezolano,  que junto a Manuel Gual, protagonizó la proindependentista conspiración de Gual y España, tras la cual fue condenado a morir torturado y descuartizado en la Plaza Mayor de Caracas. Enarboló la bandera de los derechos humanos, buscó la abolición de la esclavitud y habló de la igualdad de "indios, blancos, pardos y mestizos".

## Biografía
Fue el tercer hijo del Sargento José de España y Sáenz y Anastasia Rodríguez del Villar; al poco tiempo la familia se traslada a Bayona (Francia), donde transcurre su infancia. De adolescente lee sobre temas de filosofía y de política, en idioma inglés e idioma francés, es en este período que regresa a La Guaira para incorporarse a la milicia.

### Creación de la Conspiración
Esa simpatía, reforzada por la presencia de prisioneros españoles en las costas de La Guaira, conduce tanto a José María España como a Manuel Gual a idear planes para implantar la república, no solo en Venezuela sino en toda América.* La idea cobra al poco tiempo carácter de proyecto, suma fuerzas entre amigos y conocidos, y deviene así en franca conspiración. Sus objetivos serían: la destitución del poder español, libertad de comercio y producción, creación de una República con la unión de las provincias de tierra firme de Caracas, Maracaibo, Cumaná y Guayana, declaración de los derechos de libertad, propiedad y seguridad e igualdad entre las clases sociales.

### España y la Masonería
Pero al ejemplo de Francia se suma todavía un estímulo mayor cuando, durante la segunda mitad de 1796 y abril de 1797, llegó a La Guaira, un grupo de prisioneros políticos españoles, autores de la célebre "Conspiración de San Blas", dirigida por Juan Bautista Picornell y Gomilla, con él, llegaron cargados de grillos, José Lax, Manuel Cortés Campomanes, Bernardo Garaza, Juan Manzanares, Juan Pons Izquierdo, Joaquín Villalba y Sabastian Andrés, todos masones y enemigos declarados de la monarquía española. Estos masones eran miembros activos de las logias regulares "Libertad" y "España", que trabajaban en el templo masónico de la Calle Basteros en Madrid.
Influidos por las ideas de la Revolución Francesa, secretamente organizaron en Madrid una vasta conspiración para establecer la República. Cuando culminaban los preparativos de la Revolución fueron descubiertos y por orden del rey fueron encarcelados y embarcados rumbo a la prisión de Cartagena de Indias. Temporalmente desembarcaron en La Guaira, quedando encerrados en el Fortín de San Carlos.

### Traición y muerte

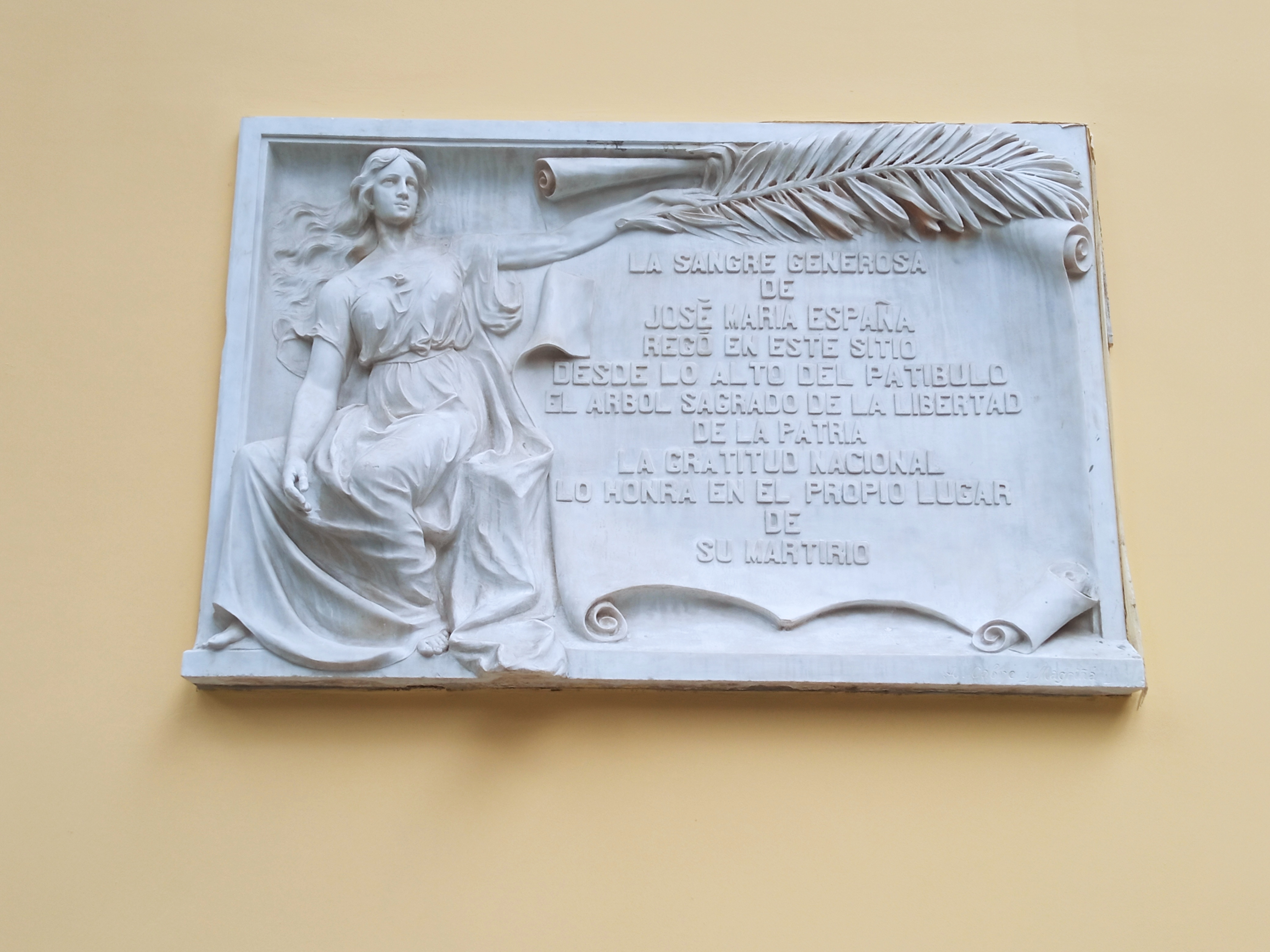
Placa conmemorativa del sitio donde muere José María España en la plaza Bolívar del centro de Caracas

Descubren la conspiración el 12 de julio de 1797 y mandan a apresar a España, quien huye desde su casa, en Macuto y junto con Manuel Gual, se va para Curazao. El complot fue descubierto por el capitán Domingo Antonio Lander y el sacerdote Juan Vicente Echeverría, llevada al capitán general, al arzobispo y a la Real Audiencia. De Curazao llegan a Trinidad, donde España tiempo después decide regresar a Venezuela para retomar la lucha. 
Clandestinamente logra embarcarse hacia Barcelona, y de igual modo llega a La Guaira en los primeros días del año 1799. Se aloja en la casa de una antigua esclava de su familia, cerca de la Casa Guipuzcoana y después pasó al Cardonal, a la casa de otro esclavo manumiso, quien también lo escondió. Dicen que de noche, disfrazado de carbonero, iba a ver a su esposa, en la calle de San Francisco. Habiendo salido ésta embarazada, empezó a despertar sospechas a los vecinos. Denunciado por el esclavo Rafael España, a quien torturaron para que lo hiciera, fue hecho prisionero, cuando bajando a la casa vecina por una chimenea, tratando de huir, la Sra. María Josefa Herrera, lo entregó a la comisión de soldados que lo buscaba. A través de otro esclavo de su hacienda, intenta asimismo fomentar una rebelión entre los negros de Naiguatá. José María España es capturado el 29 de abril de 1799.
El tribunal especial que lo juzga, compuesto por el capitán general Guevara Vasconcelos, el regente Antonio López Quintana, los oidores José Bernardo Asteguieta, Francisco Ignacio Cortínez y el escribano y secretario Rafael Diego Mérida, determina para él un castigo que quiere ser advertencia para el resto de los pobladores de la provincia de Venezuela. 
El 8 de mayo de 1799, en la Plaza Mayor de Caracas (actual Plaza Bolívar), llega desde la cárcel y es amarrado a la cola de un caballo y literalmente arrastrado, lo hacen subir al cadalso y sin más trámites es ahorcado. Luego, el verdugo procede a decapitar y descuartizar el cuerpo; su cabeza fue puesta en una jaula en la Puerta de Caracas, en La Guaira; Para escarmentar a la población, cada parte fue colocada en vigas y exhibida en la entrada de Macuto, en Quinta Calzón, en Chacón, Hoyo de la Cumbre, lugares donde él se reunía con los conspiradores. A su vez, su esposa fue enviada a la cárcel por haberlo protegido.
Antes de morir dijo No tardará el día en que mis cenizas sean honradas. Pese a la brevedad de la conspiración, esta fue un testimonio del descontento social y dejó una huella en las conciencias de su tiempo.